# Пендалия
Пендалия (на гръцки: Πενταλιά, Пендаля̀) е село в Кипър, окръг Пафос. Според статистическата служба на Република Кипър през 2001 г. селото има 74 жители.
Намира се на 6 км северно от Амаргети.